# Beat von Wartburg
Beat von Wartburg (* 18. März 1959) ist ein Schweizer Historiker und Autor. Er war von 2014 bis 2025 Direktor der Christoph Merian Stiftung.

## Ausbildung und Tätigkeit
Beat von Wartburg studierte Geschichte und deutsche Sprach- und Literaturwissenschaft in Basel und Paris. Er promovierte als Historiker berufsbegleitend mit einer Dissertation über Peter Ochs. Er verfasst und ediert historiografische Publikationen.
Ab 1988 arbeitete er bei der Christoph Merian Stiftung in Basel, deren Direktor er von 2014 bis 2025 war. Zuvor war er Leiter des stiftungseigenen Christoph Merian Verlags und von 1992 bis 2007 Redaktor des Basler Stadtbuchs, danach Leiter der Kulturabteilung. Von 2005 bis 2012 war er Präsident des Verbands der Schweizer Förderstiftungen Swissfoundations, in dessen Vorstand er bis 2021 Einsitz hatte. Von Wartburg ist in zahlreichen Stiftungsräten tätig, zudem im Verein Stiftungsstadt Basel.
Von 1. Februar 2021 bis 9. August 2022 war er als Vertreter des Wahlkreises Kleinbasel Mitglied des Grossen Rats Basel-Stadt. Er rückte für Stephanie Eymann nach, die aufgrund ihrer gleichzeitigen Wahl in den Regierungsrat das Amt nicht antreten konnte. Er gehörte der Fraktion Liberal-Demokratische Partei (LDP) an und vertrat diese in der Bildungs- und Kulturkommission.

## Schriften
- Musen & Menschenrechte. Peter Ochs und seine literarischen Werke. Christoph Merian Verlag, Basel 1997, ISBN 3-85616-088-4 (Dissertation Universität Basel 1997, 655 Seiten).
- Herausgeber mit Georg Kreis: Basel. Geschichte einer städtischen Gesellschaft. Christoph Merian Verlag, Basel 2000, ISBN 3-85616-127-9
- Herausgeber mit Georg Kreis: Chemie und Pharma in Basel. 2 Bände. Christoph Merian Verlag, Basel 2016, ISBN 978-3-85616-816-2.
- Zwischen Revolution und Restauration, Johann Ludwig Burckhardt und Basel. In: Leonhard Burckhardt, Lucas Burkart, Jan Loop, Rolf A. Stucky (Hrsg.): Sheik Ibrahim Entdeckungen im Orient um 1800. Christoph Merian Verlag, Basel 2019, S. 26–44 ISBN 978-3-85616-890-2.